# San Francisco del Sur
San Francisco del Sur (en portugués: São Francisco do Sul) es un municipio brasileño del estado de Santa Catarina. Tiene una población estimada al 2022 de 52 674 habitantes.
Ubicada en la Isla de São Francisco do Sul, es la ciudad más antigua de Santa Catarina.

## Historia
Según la História de Santa Catarina del historiador Oswaldo Rodrigues Cabral, la región era poblada por los indígenas "karayó" cuando fue explorada por los franceses en 1503. La primera aldea fue establecida por españoles, sobrevivientes de una expedición que había sido atacada por piratas. Los españoles comandados por Fernando de Trejo y Carvajal desembarcaron en 1553 y le dieron al lugar el nombre de San Francisco de Mbiaza (Ybiaza) o de La Vera, permaneciendo allí hasta 1555. En 1658 Manuel Lourenço de Andrade se estableció en el lugar con su familia y esclavos y fundó a São Francisco do Sul como villa, autorizado por el marqués de Cascaes y por el capitán mayor de Paranaguá, el bandeirante Gabriel de Lara, hijo de un español. 
La villa de San Francisco perteneció a la audiencia (ouvidoria) de São Paulo, pasando en 1723 a jurisdicción de la audiencia de Paranaguá. Después de la creación de la audiencia de Santa Catarina en 1729, San Francisco continuó formalmente bajo la jurisdicción de Paranaguá hasta 1831, pero el gobierno civil y militar era ejercido por Santa Catarina. Desde 1831 el gobierno imperial pasó a San Francisco a jurisdicción de Santa Catarina. En 1847 fue elevada la villa a la categoría de ciudad.

## Localización
San Francisco está situado en el extremo norte de la isla del mismo nombre, a la entrada de la bahía de Babitonga. La ciudad fue una parte importante de la infraestructura brasileña ya que posee un puerto de carga, el Puerto de São Francisco do Sul, pero actualmente está cobrando fuerza como destino turístico.